# Achim Reichel

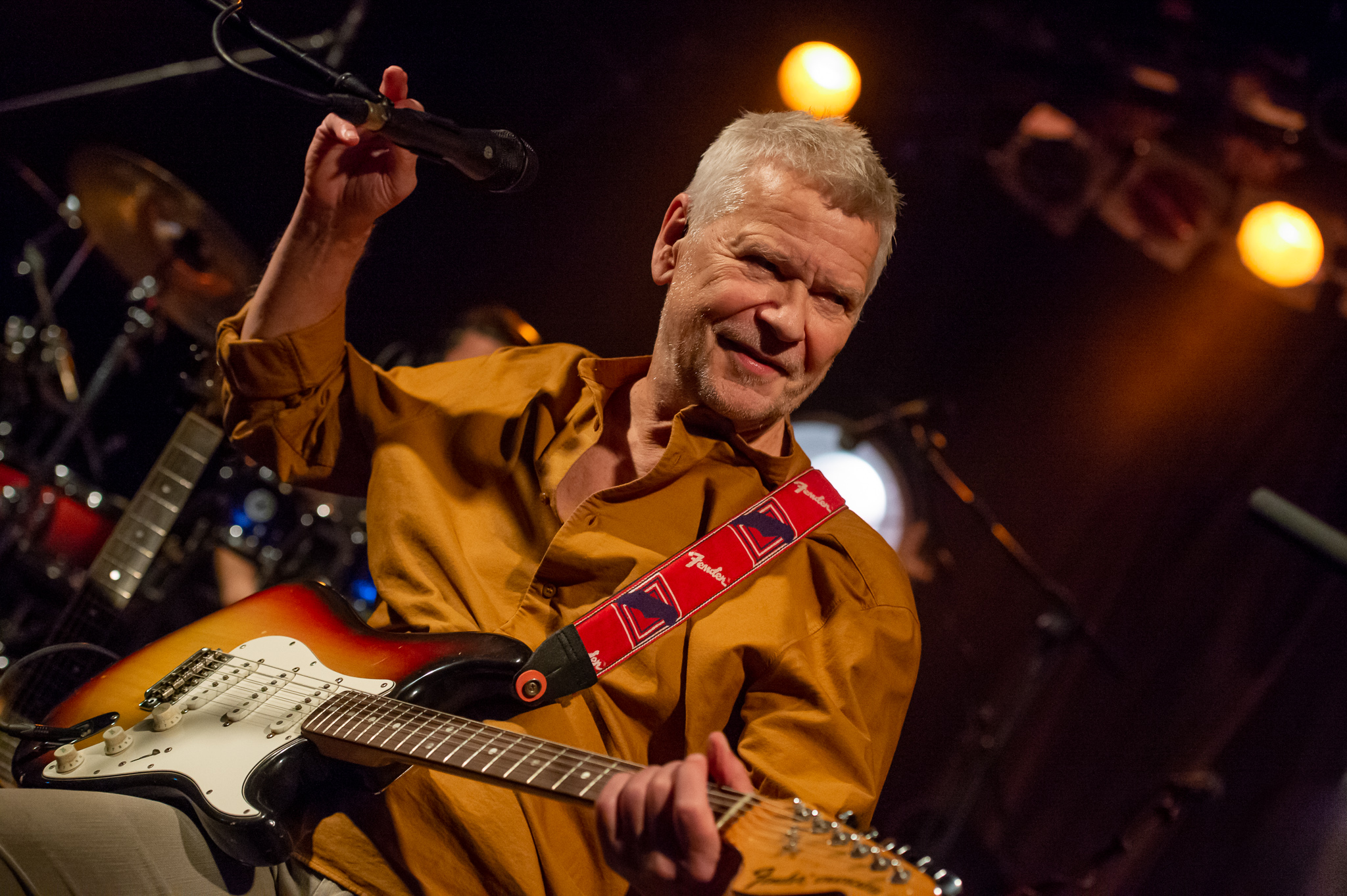
Achim Reichel (2019)

Achim Reichel (* 28. Januar 1944 in Wentorf bei Hamburg, Schleswig-Holstein) ist ein deutscher Musiker, Komponist und Musikproduzent. Erste Erfolge hatte er in den 1960er Jahren als Gründer und Frontsänger der Beat- und Rockband The Rattles sowie mit dem von James Last produzierten Bandprojekt Wonderland mit Titeln wie Moscow. Ab Mitte der 1970er Jahre sang und produzierte er Seemannslieder. Im Juli 1991 gelang ihm mit Aloha heja he ein Top-Ten-Hit.

## Werdegang

### Herkunft und Jugend
Reichel stammt nach eigenen Angaben aus einer Seefahrerfamilie. Sein Vater war Steward an Bord eines Schiffes. Auch Großvater und Onkel fuhren zur See. Reichel schaute schon in jungen Jahren den Schiffen im Hamburger Hafen beim Ein- und Auslaufen sowie den Hafenarbeitern zu. Er wuchs auf St. Pauli auf, machte eine Kellnerlehre und hörte Rock ’n’ Roll, was ihn dazu brachte Gitarre zu spielen.

### 1960–1969: Frontsänger beiThe RattlesundWonderland
Reichel gründete 1960 die Band The Rattles, die neben The Lords zu einer der erfolgreichsten deutschen Beat-Bands wurde und 1963 mit den Rolling Stones eine England-Tour absolvierte. Es folgten 30 Single-Veröffentlichungen bis 1966, anschließend eine Deutschland-Tour mit den Beatles und der Kinofilm Hurra, die Rattles kommen. Als Studiobegleitband von Johnny Hallyday nahmen die Rattles 1965 Lass’ die Leute doch reden und It’s Monkeytime auf. Reichel boxte zeitweise beim Hamburger Verein HBC Heros.
1966 wurde Reichel zur Bundeswehr eingezogen, was seine Karriere mit den Rattles vorerst beendete. Die Rattles hatten gerade einige Hits gehabt (zum Beispiel Come On and Sing oder Stoppin’ in Las Vegas). In der Presse wurde Reichels Einberufung hämisch kommentiert, weil ihm die damals noch von Vielen verpönten langen Haare auf Streichholzlänge gestutzt wurden. Während seiner Zeit als Soldat wurde er bei den Rattles durch Frank Dostal ersetzt. 1966 hatte Reichel zwar mit einer Art Musikvideo, mit Uniform und einer Gitarre in der Hand, Werbung für die Bundeswehr gemacht (Trag es wie ein Mann), seiner Einberufung hatte er sich dennoch gerichtlich entziehen wollen. Dostal konnte mit seiner sonoren Bassbariton-Stimme Reichel gut ersetzen und hatte mit der Band ebenfalls einige Hits, darunter It Is Love und Cauliflower. Damit war Reichels Rückkehr in die Band sehr fraglich.
Nach dem Ende seines Wehrdienstes pachtete Reichel zusammen mit Frank Dostal und anderen Musikern den legendären Hamburger Star-Club, musste aber schon Ende 1969 Insolvenz anmelden. Mehr Erfolg hatte er mit dem von James Last produzierten Bandprojekt Wonderland, das 1968 den Hit Moscow landete, der auffällige Psychedelic-Klangeffekte aufwies. 

### 1970–1999: Stilwechsel Seemannslieder und SommerhitAloha heja he

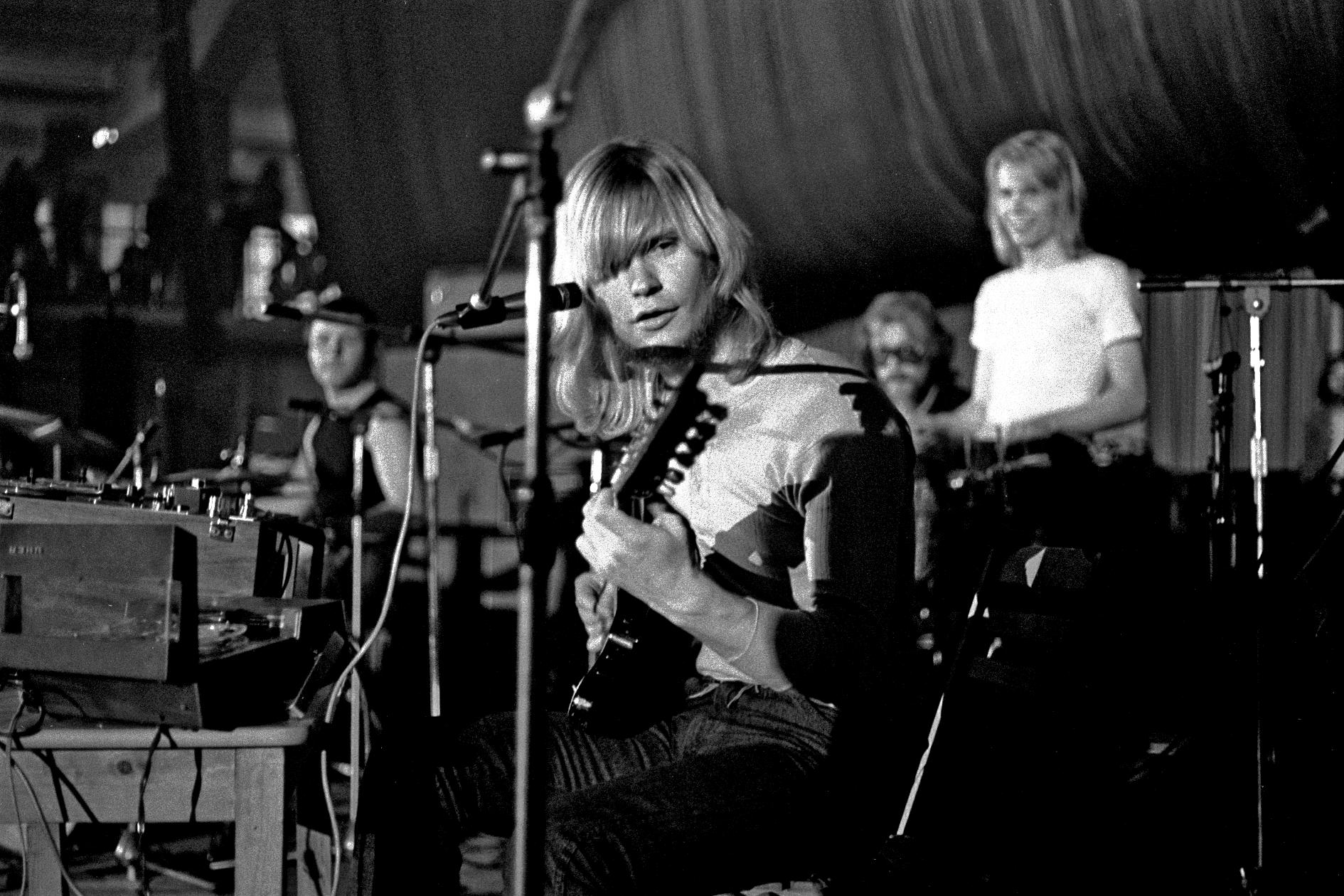
Reichel bei einem Auftritt im Jahr 1971

Reichel wandte sich danach als Produzent und Solokünstler zunächst verschiedenen experimentellen und sehr psychedelisch beeinflussten Projekten zu. Es begann mit dem Soloprojekt A.R. & Machines, dessen erstes Album Die grüne Reise wegen seines meditativen, Trance und Industrial vorwegnehmenden Charakters von Kritikern mit Kraftwerk und Tangerine Dream verglichen wurde. Zu seinen damaligen Produktionen zählte auch das Acidfolk-Album Jesus Makes You High von Michael Anton & Amok sowie die Alben der Gruppe Ougenweide.
1975 legte Reichel mit Dat Shanty Alb’m erstmals ein Album mit Seemannsliedern (oft als Shantys bezeichnet) vor. Nicht nur der Stilwechsel weg von experimentellen Aufnahmen hin zu volkstümlichen Klängen war verblüffend, sondern auch die Tatsache, dass Reichel seitdem überwiegend Deutsch sang. 1976 trat er mit der Forderung an: „Volksmusik muss leben, und das kann sie nur, wenn man sie in das Klangbild der Zeit hebt.“ In seinen Liedern blieb die Seefahrt von da an ein häufiges Thema. Auch klassische deutsche und vor allem norddeutsche Lyrik wurde von Reichel vertont (Herr von Ribbeck auf Ribbeck im Havelland, Der Zauberlehrling, Belsazar, Erlkönig, John Maynard, Nis Randers, Pidder Lüng, Trutz, blanke Hans), insbesondere auf der LP Regenballade (1978), die sogar in der pädagogischen Fachliteratur zur Verwendung im Deutschunterricht empfohlen wurde.
Zahlreiche weitere LP-Veröffentlichungen folgten – um 1980 beinahe jährlich. Reichel arbeitete auch mit Lyrikern wie Jörg Fauser und Kiev Stingl zusammen und hatte seit Ende der 1970er Jahre in unregelmäßigen Abständen Hits in den deutschen Hitparaden. 1981 erschien Blues in Blond mit dem Hit Der Spieler und er ging auf Deutschland-Tournee. 1982 arbeitete er erneut mit Frank Dostal zusammen für das Projekt Weltschmertz, in dem beide, unter Pseudonymen arbeitend, ein gleichnamiges Album und zwei Singles veröffentlichten. Weil der Erfolg ausblieb, wurde die Zusammenarbeit wieder beendet. 1986 spielte Achim Reichel im Film Va Banque von Diethard Küster zusammen mit u. a. Winfried Glatzeder, Willy DeVille, Rolf Zacher und Joschka Fischer. Im Spätherbst des Jahres 1986 bereiste Reichel als musikalischer Botschafter auf Einladung des Goethe-Instituts mit seiner Band für vier Wochen Südostasien. Gegen Ende der 1980er Jahre wurde Reichels Repertoire wieder rockiger, ab 1988 gab es Reunion-Konzerte mit den Rattles, die sich 1977 getrennt hatten, und Reichel nahm mit den alten Bandkollegen ein neues Studioalbum auf.
1991 erschien Reichels Studio-LP Melancholie & Sturmflut mit dem im Juli des Jahres erschienenen Sommerhit Aloha heja he, den er selbst schrieb und komponierte und der Spiegel als „Mitgröl-Shanty“ klassifizierte,. Das Lied kam auf Platz 5 der Deutschen Singlecharts, brachte ihm eine Goldene Schallplatte ein und wurde zu seiner erfolgreichsten Singleauskopplung. Der Song Amazonen von 1993 wurde von vielen Radiosendern nicht gespielt, weil er das Wort „Männerarsch“ enthielt und als „frauenfeindlich-diskriminierend“ interpretiert wurde. Reichel wollte ihn im Gegenteil aber als Lied über starke Frauen verstanden wissen und den Text sarkastisch gemeint haben. Seinen 50. Geburtstag feierte er mit einem Konzert in der Großen Freiheit 36, dessen Aufzeichnung als Livealbum veröffentlicht wurde. Auf Bitten von Greenpeace nahm Reichel 1996 einen Song über die Havarie des Öltankers Exxon Valdez und die dadurch ausgelöste Umweltkatastrophe auf.
Reichel produzierte in dieser Zeit regelmäßig Studioaufnahmen anderer Künstler, unter ihnen Kiev Stingl und Reiner Karge.

### Seit 2000: Weitere Karriere
2003 feierte Reichel sein 40-jähriges Bühnenjubiläum mit einer zweitägigen Party in der Fischauktionshalle Hamburg. Das Konzert wurde vom Team des WDR-Rockpalast mitgeschnitten und sowohl im Fernsehen ausgestrahlt als auch auf CD und DVD unter dem Titel 100% Leben veröffentlicht.
2005 übernahm Achim Reichel die Hauptrolle in der NDR-Reihe DAS! reist für die 3. Staffel mit 52 Folgen.
Mit dem Album Volxlieder widmete sich Reichel 2006 wiederum dem Kulturgut traditioneller deutscher Volkslieder, darunter Sah ein Knab’ ein Röslein stehn und Es waren zwei Königskinder, in einer musikalisch aktuellen Gestaltung.
Seine von Publikum und Presse gefeierte Tournee SOLO MIT EUCH, mein Leben meine Musik-gesungen und erzählt führte Reichel in fünf Jahren durch mehr als 60 deutsche Städte. Die Tour begann am 21. November 2009 mit einem Konzert in Hamburg und hat am 4. Oktober 2013 mit dem 100. Konzert in der Hamburger Laeiszhalle ihr Ende gefunden. Im Jahre 2009 wurde das Storyteller-Konzert „Solo mit euch“ unter der Regie von Rudi Dolezal (DoRo) auf Kampnagel in Hamburg mitgeschnitten. DVD und CD wurden im Herbst 2010 veröffentlicht. Reichel wurde jeweils von zwei Musikern auf der Tournee begleitet, ab 2009 von Peter David „Pete“ Sage (Geige, Mandoline, Percussion, Gitarre) und Berry Sarluis (Akkordeon, Keyboard). Ab 2012 übernahm Larry Mathews (Geige, Mandoline, Bodhrán, Gitarre) den Part von Pete Sage, der sich seither ganz der Band Santiano widmet. 2012 erschien das Studioalbum Ich bin von Heinz Rudolf Kunze mit einem Duett-Titel mit Achim Reichel.
Im Jahr 2017 ließ er das Projekt A.R. & Machines wieder aufleben. Am 15. September 2017 trat er mit Nils Hoffmann (Keyboards, Gitarre) und anderen in der Hamburger Elbphilharmonie auf. Das Konzert wurde 2022 als Doppel-CD und Dreifach-LP veröffentlicht.
Reichel war gelegentlich als Schauspieler tätig, z. B. in den Fernsehserien Freundschaft mit Herz (1996), Großstadtrevier (2004) sowie in den Spielfilmen Va Banque (1986) von Diethard Küster und 12 Meter ohne Kopf (2009).
2024 erschien sein Live-Album Schön war es doch – Das Abschiedskonzert. Im Alter von 80 Jahren dachte Reichel daran, seine Bühnenkarriere zu beenden. Anfang 2025 verriet er in einem Gespräch mit Die Zeit Hamburg jedoch, dass er durchaus noch neue Ideen im Kopf habe, an deren Umsetzung er arbeite.

## Privatleben und Engagement
Achim Reichel ist verheiratet und hat zwei Töchter aus zwei Ehen. Er wohnt in Hamburg-Hummelsbüttel. Am 15. September 2020 veröffentlichte Reichel unter dem Titel Ich hab das Paradies gesehen: Mein Leben seine Autobiografie beim Rowohlt Verlag.
2005 engagierte sich Reichel als Bootschafter für die Deutsche Gesellschaft zur Rettung Schiffbrüchiger (DGzRS). Der jährliche wechselnde „Bootschafter“ stellt sich für seine Amtsperiode ehrenamtlich für Werbemaßnahmen der im Wesentlichen aus Spendengeldern finanzierten DGzRS zur Verfügung.

## Diskografie

### Alben
Als A. R. & Machines
- 1971: Die grüne Reise[17]
- 1972: Echo
- 1973: AR3
- 1973: A.R.IV
- 1974: AR5 Autovision
- 1975: Erholung – (live 1973)
- 1998: Echos aus Zeiten der grünen Reise (Kompilationsalbum)[18]
- 2017: The Art of German Psychedelic 1970-74 (10-CD-Boxset)[19]
- 2022: 71/17 Another Green Journey (Live at Elbphilharmonie Hamburg)

Solo
- 1976: Dat Shanty Alb’m (englisch/plattdeutsch)
- 1977: Klabautermann
- 1978: Regenballade
- 1979: Heiße Scheibe
- 1980: Ungeschminkt
- 1981: Blues in blond
- 1983: Nachtexpress
- 1986: Eine Ewigkeit unterwegs
- 1988: Fledermaus
- 1989: Was Echtes

| Jahr | Titel                                                         | Höchstplatzierung, Gesamtwochen, AuszeichnungChartsChartplatzierungen (Jahr, Titel, Platzierungen, Wochen, Auszeichnungen, Anmerkungen) | Anmerkungen                           |
| Jahr | Titel                                                         | DE | Anmerkungen                           |
| ---- | ------------------------------------------------------------- | --- | ------------------------------------- |
| 1991 | Melancholie und Sturmflut                                     | DE12 Gold · (32 Wo.)DE |                                       |
| 1993 | Wahre Liebe                                                   | DE66 (6 Wo.)DE |                                       |
| 1994 | Große Freiheit                                                | DE44 (10 Wo.)DE |                                       |
| 1996 | Oh ha!                                                        | DE85 (5 Wo.)DE | Erstveröffentlichung: 28. Juni 1996   |
| 1997 | Herz ist Trumpf – Das Beste von Achim Reichel                 | DE43 (9 Wo.)DE |                                       |
| 1999 | Entspann dich                                                 | DE62 (2 Wo.)DE |                                       |
| 2002 | Wilder Wassermann – Balladen & Mythen                         | DE61 (2 Wo.)DE |                                       |
| 2004 | 100 Prozent Leben                                             | DE31 (9 Wo.)DE |                                       |
| 2006 | Volxlieder                                                    | DE39 (8 Wo.)DE |                                       |
| 2008 | Michels Gold                                                  | DE61 (2 Wo.)DE | Erstveröffentlichung: 29. August 2008 |
| 2010 | Solo mit euch – mein Leben, meine Musik, gesungen und erzählt | DE56 (2 Wo.)DE |                                       |
| 2015 | Raureif                                                       | DE27 (2 Wo.)DE |                                       |
| 2019 | Das Beste                                                     | DE17 (4 Wo.)DE |                                       |
| 2024 | Schön war es doch – Das Abschiedskonzert                      | DE11 (2 Wo.)DE |                                       |

Mit den Rattles
- 1963: Twist im Star-Club
- 1964: Twist-Time im Star-Club Hamburg
- 1964: Live im Star-Club Hamburg
- 1964: The Searchers Meet the Rattles
- 1966: Star Club Show 1
- 1966: Liverpool Beat
- 1966: Hurra, die Rattles kommen (Soundtrack zum gleichnamigen Kinofilm)
- 1988: Hot Wheels
- 1990: Painted Warrior

Mit Wonderland
- 1971: Band Nr. 1

Mit Propeller
- 1972: Let Us Live Together[22]

Mit Weltschmertz
- 1982: Weltschmertz[23]

### Sampler (Auswahl)
- Der Spieler (1996)
- Echos aus Zeiten der grünen Reise (1998)

### Singles
| Jahr | Titel Album                                | Höchstplatzierung, Gesamtwochen, AuszeichnungChartsChartplatzierungen (Jahr, Titel, Album, Platzierungen, Wochen, Auszeichnungen, Anmerkungen) | Anmerkungen                                                |
| Jahr | Titel Album                                | DE | Anmerkungen                                                |
| ---- | ------------------------------------------ | --- | ---------------------------------------------------------- |
| 1983 | Der Spieler Blues in blond                 | DE27 (13 Wo.)DE |                                                            |
| 1989 | Fliegende Pferde Was Echtes                | DE55 (12 Wo.)DE |                                                            |
| 1990 | Kreuzworträtsel Was Echtes                 | DE53 (10 Wo.)DE |                                                            |
| 1991 | Aloha heja he Melancholie und Sturmflut    | DE5 (28 Wo.)DE | Platz 1 in den chinesischen Shazam-Charts im Dezember 2021 |
| 1992 | Kuddel Daddel Du Melancholie und Sturmflut | DE48 (9 Wo.)DE |                                                            |
| 1992 | Auf der Rolltreppe Kuddel Daddel Du        | DE70 (7 Wo.)DE |                                                            |
| 1993 | Amazonen Wahre Liebe                       | DE94 (1 Wo.)DE | Erstveröffentlichung: 2. April 1993                        |
| 1993 | Wahre Liebe                                | DE81 (3 Wo.)DE | Erstveröffentlichung: 20. August 1993                      |

Weitere Singles
- Trag es wie ein Mann (1967)
- Ich hab von dir geträumt (1982)
- Boxer Kutte (1983)
- Nachtexpress (1984)
- Für immer und immer wieder (1988)
- Fledermaus (1988)
- Ein Freund bleibt immer ein Freund (1992) mit Joachim Witt und Ulrich Tukur

## Videoalben

### Solo
- Va Banque (1986)[25][26]
- 100 % Leben: Das Jubiläumskonzert (2004)
- Solo mit euch – mein Leben – meine Musik, gesungen und erzählt (2010)

### A. R. & Machines
- Die grüne Reise (2007)

### Mit den Rattles
- Hurra, die Rattles kommen (Kinofilm) (1966)

## Autobiografie
- Achim Reichel: Ich hab das Paradies gesehen. Mein Leben. Rowohlt, Hamburg 2020, ISBN 978-3-498-00178-0.

## Auszeichnungen
- 1992: RSH-Gold
- 2007: RUTH – Der deutsche Weltmusikpreis